# Tribute to Moskwa
Tribute to Moskwa – album muzyczny wydany w Polsce przez wydawnictwo HRPP Records. Ukazał się w 2014 r. na płycie kompaktowej. Jest to album kompilacyjny prezentujący utwory zespołu Moskwa wykonywane przez różnych wykonawców muzycznych w ich aranżacjach własnych (covery) – tribute album. Składanka poświęcona jest formacji Moskwa i stanowi swoisty hołd dla jej twórczości, działalności oraz dokonań.

## Historia, singiel i album
Pomysł, idea projektu pod dewizą „Tribute to Moskwa” powstały w związku ze zbliżającym się jubileuszem XXX-lecia istnienia i prowadzania działalności przez grupę muzyczną Moskwa. Założenia były proste – zebrać grono wykonawców muzycznych, zarówno znanych, jak i młodych, debiutujących, którzy nagrają utwory jubilata we własnych, oryginalnych aranżacjach. W tak zainicjowaną akcję zaangażowało się ponad 30 zespołów z całej Polski. I choć sama Moskwa, to ewidentnie i jednoznacznie punk rock, to przy doborze zespołów absolutnie nie kierowano się gatunkami i nurtami muzycznymi przez nie wykonywanymi. Wręcz przeciwnie. Liczyły się natomiast takie elementy jak ciekawe pomysły na nowe aranżacje wybranych utworów, ich interpretacje, oraz rzecz jasna dobre wykonanie. Oczywiście jak każde tego typu wydawnictwo, również to stanowi swoisty hołd dla zespołu oraz jego twórczości, działalności, dokonań. Zespołu, który jest niewątpliwie legendą polskiej sceny punk i jest jednym z najważniejszych polskich kapel punkowych. Według jednej z wypowiedzi Pawła „Gumy” Gumoli z Moskwy, miała to być także okazja do dania szansy zaistnienia młodym artystom rozpoczynającym swoje kariery w świecie muzyki. Zaplanowano publikację, która miała być wydana na dwóch płytach kompaktowych.
Warto jednakże odnotować, że plany wydania tego albumu były znacznie wcześniejsze i już w 2009 r. istniały koncepcje stworzenia takiej publikacji z okazji wcześniejszego jubileuszu XXV-lecia formacji Moskwa. Także późniejsze terminy ulegały przesuwaniu. Przykładowo jedna z zapowiedzi wydania albumu wskazuje na kwiecień 2012 r., który to termin nie został dotrzymany.
Wydawnictwo muzyczne HRPP Records w 2013 r. wydało w Polsce – zapowiadający większą publikację – singel (EP), pod tytułem „Tribute to Moskwa”, w którym znalazły się cztery utwory, czterech różnych wykonawców muzycznych. W katalogu wydawnictwa otrzymał on identyfikator HRPP 023/2013. Nośnikiem danych dla ścieżki dźwiękowej była jedna płyta kompaktowa (Matrix / Runout: ALT 4558) oraz jedna płyta gramofonowa w formacie 7", 33 ⅓ RPM. Został on wydany na potrzeby realizacji projektu pod dewizą „Tribute to Moskwa”. Autorem muzyki i tekstów tych utworów jest Paweł „Guma” Gumola z formacji Moskwa. Nagrania te zrealizowano w latach 2012–2013. Natomiast za grafikę do wydawnictwa odpowiadał niejaki Petr (xfactoryx.blogspot.com – underground factory). Premiera tego wydawnictwa miała miejsce w dniu 20 lipca 2013 r. podczas festiwalu w Jarocinie. Wówczas to Moskwa obchodziła jubileusz 30-lecia swojej działalności.
Rok później – w 2014 r. – także w Polsce, ukazała się wydana przez to samo wydawnictwo HRPP Records, zapowiadana, pierwsza z dwóch planowanych części albumu, która otrzymała tytuł „Tribute to Moskwa”, przy czym na tylnej stronie okładki, nad listą utworów, zamieszczono za tym tytułem dopisek informujący o tym, że jest to płyta CD numer 1. Jako nośnik danych, na którym była dystrybuowana, zastosowano jedną płytę kompaktową umieszczoną w standardowym opakowaniu typu digipack. Ta publikacja w katalogu wydawnictwa otrzymała oznaczenie HRPP026. Także w tym przypadku za design odpowiadał Petr (xfactoryx.blogspot.com – underground factory).
Do utworu „Samobójstwa” w wykonaniu zespołu Mosaic nagrany został teledysk.
Projekt pod dewizą „Tribute to Moskwa” objął także cykl koncertów, na których występowała Moskwa, obchodząca ówcześnie swój jubileusz, oraz muzycy i zespoły, którzy brali udział w nagraniach do albumu. Występy te obejmowały między innymi koncert podczas „Rock Festiwalu” w Kołobrzegu oraz Przystanku Woodstock w Kostrzynie nad Odrą.

## Muzyka
Muzyka prezentowana w albumie zaliczana jest do takich gatunków i rodzajów muzyki jak rock, folk, world & country. Oryginale utwory wykonywane przez Moskwę zaliczane są do nurtu muzycznego określanego mianem punk rock. Ale jak wyżej wskazano, zespoły muzyczne, które podjęły się i wykonały własne aranżacje utworów tej kapeli reprezentują różne gatunki, nurty i style muzyczne, nie tylko punk rock, ale i inne, często bardzo odmienne od oryginału, jak przykładowo folk, world & country, ragga (raggamuffin), grindcore. Tak więc w tym albumie słuchacz spotyka się ze stosunkowo zróżnicowanym stylistycznie zestawieniem ciekawych aranżacji utworów o punkowych korzeniach.

## Wykonawcy
Covery utworów zespołu Moskwa zamieszczone w albumie (pierwszej, wydanej części składanki) zostały zaaranżowane i wykonane przez szesnastu wykonawców muzycznych. Były to następujące formacje: Absurd, All Gods Are Dead, Applemint, Barbie Dolls, Bazooka, Castet, The Kleszcz, Maleo Reggae Rockers, MGM, Mosaic, Obdukcja, R.U.T.A., Rejestracja, Rog Rum, Toi Luzja, Vavamuffin. Z kolei w poprzedzającym wydanie niniejszej, pierwszej części kompilacji, singlu (EP) znalazły się utwory czterech wykonawców. Były to następujące zespoły muzyczne: Singiel: Diffenbachia, Mosaic, Redaial, Vavamuffin. Jak widać z porównania obu zestawień utwory zespołów Mosaic i Vavamuffin zawarte w singlu (EP) znalazły się także w albumie. Nie ma natomiast tam utworów zespołów Diffenbachia i Redaial, które prawdopodobnie były przewidziane do zamieszczenia na planowanej, ale nie wydanej, drugiej płycie kompaktowej.

## Utwory
| Album CD1 | Album CD1            | Album CD1        | Album CD1      | Singel / EP | Singel / EP        |
| lp.       | Wykonawca            | tytuł            | czas (min:sek) | cd lp.      | vinyl (strona lp.) |
| --------- | -------------------- | ---------------- | -------------- | ----------- | ------------------ |
| 1         | Bazooka              | Nie starczy sił  | 2:45           | Nie         | Nie                |
| 2         | Obdukcja             | Na wasz kolorowy | 1:28           | Nie         | Nie                |
| 3         | Applemint            | Co dzień         | 2:57           | Nie         | Nie                |
| 4         | Castet               | Piekło na ziemi  | 1:31           | Nie         | Nie                |
| 5         | Rejestracja          | Tam gdzie jasno  | 3:33           | Nie         | Nie                |
| 6         | R.U.T.A.             | Powietrza        | 2:30           | Nie         | Nie                |
| 7         | Vavamuffin           | Pokolenie małp   | 3:37           | 2           | A2                 |
| 8         | The Kleszcz          | 5 Minut Na Dnie  | 2:15           | Nie         | Nie                |
| 9         | Maleo Reggae Rockers | Samobójstwa      | 4:01           | Nie         | Nie                |
| 10        | MGM                  | 21 wiek          | 3:07           | Nie         | Nie                |
| 11        | Barbie Dolls         | 18 lat           | 2:52           | Nie         | Nie                |
| 12        | Mosaic               | Samobójstwa      | 4:34           | 1           | A1                 |
| 13        | Rog Rum              | Babilon          | 3:20           | Nie         | Nie                |
| 14        | All Gods Are Dead    | Ja wiem Ty wiesz | 2:05           | Nie         | Nie                |
| 15        | Absurd               | Sen              | 4:18           | Nie         | Nie                |
| 16        | Toi Luzja            | Powietrza        | 3:08           | Nie         | Nie                |
| Nie       | Diffenbachia         | Nigdy            | brak danych    | 3           | B1                 |
| Nie       | Redaial              | Za kratami       | brak danych    | 4           | B2                 |